# Copidosoma varicorne
Copidosoma varicorne is een vliesvleugelig insect uit de familie Encyrtidae. De wetenschappelijke naam is voor het eerst geldig gepubliceerd in 1834 door Nees.